# 延安革命遗址
36°35′35″N 109°29′32″E / 36.59306°N 109.49222°E
延安革命遗址位于中国陕西省延安市，包括凤凰山革命旧址、杨家岭革命旧址、枣园革命旧址、王家坪革命旧址等，1961年被列为第一批全国重点文物保护单位。1996年公布第四批全国重点文物保护单位时将岭山寺塔和中国共产党六届六中全会旧址归入延安革命遗址。2006年公布第六批全国重点文物保护单位时将南泥湾革命旧址、清凉山新闻出版部门旧址、中共中央党校旧址、陕甘宁边区银行旧址、中共中央西北局旧址归入延安革命遗址。
从1937年1月由保安迁驻至1947年3月8日撤离，中共中央在延安十年，这十年是中国共产党由弱变强、具有转折意义的十年，延安也因此被誉为革命圣地。
- 枣园革命旧址——中共中央书记处礼堂
- 杨家岭革命旧址——毛泽东旧居
- 王家坪革命旧址——中央军委礼堂旧址
- 岭山寺塔（宝塔）
- 南泥湾革命旧址